# Potočná (Číměř)
Potočná, bis 1948 Krampachy (deutsch Grambach) ist ein Ortsteil der Gemeinde Číměř in Tschechien. Er liegt drei Kilometer nördlich von Nová Bystřice und gehört zum Okres Jindřichův Hradec.

## Geschichte
Die Ortschaft ist an dem gleichnamigen Bach entlang angelegt und war zur Herrschaft Neuhaus gehörig. Erstmals ist sie urkundlich im Jahr 1364 als „Crampach“ genannt. Die Namensgebung bleibt bis 1526, wo die Ortschaft „Krambach“ und danach ab 1790 „Grambach“ genannt wird. Die Matriken werden seit 1664 bei Neubistritz geführt.
Der Erste Weltkrieg forderte 9 Opfer unter den Bewohnern. Nach dem Ersten Weltkrieg zerfiel der Vielvölkerstaat Österreich-Ungarn. Die Bewohner von Grambach gehörten ausschließlich zur deutschen Sprachgruppe. Der Friedensvertrag von Saint Germain 1919, erklärte den Ort zum Bestandteil der neuen Tschechoslowakischen Republik. Nach dem Münchner Abkommen 1938 rückten im Oktober deutsche Truppen im Ort ein, der bis 1945 zum Gau Niederdonau gehörte.
Nach dem Ende des Zweiten Weltkrieges, welcher 14 Opfer forderte, kam die Gemeinde wieder zur Tschechoslowakei zurück. Bis auf 17 Familien, die das Vieh versorgen mussten, wurden am 28. Mai 1945 die deutschen Ortsbewohner von militanten Tschechen über die Grenze nach Österreich vertrieben. Der Rest, bis auf elf Personen, am 26. Juni 1945. Das Vermögen der deutschen Ortsbewohner wurde durch das Beneš-Dekret 108 konfisziert. Die katholische Kirche in der kommunistischen Ära enteignet. Von den Vertriebenen blieben 9 Familien in Österreich während die restlichen 49 Familien sich in Baden-Württemberg, Bayern ansiedelten.
Im Jahre 2001 bestand das Dorf aus 28 Wohnhäusern, in denen 28 Menschen lebten.

## Siegel und Wappen
Im Jahre 1658 erhielt die Ortschaft von Graf Slawata von Chlumetz und Koschumberg ein Dorfgerichtssiegel. Es zeigt einen stehenden Bären, der in seinen Pranken ein Schild hält, der einen umgedrehten Anker zeigt. Dieses Siegel ist bis auf die Umschrift mit dem der Ortschaft Weißenbach identisch. Aufgrund dessen dürfte man das Siegel bereits 1684 geändert haben. Es bestand nun aus einem Achteck mit den Initialen „M.K.“. Darunter befindet sich ein Aststück, wovon drei fünfblättrige Blüten herabhängen. Dieses Siegel wurde auch für die Ortschaft Zinolten benutzt, da die Gerichtsbarkeit für diese Ortschaft in Grambach war.

## Bevölkerungsentwicklung
| Volkszählung | Einwohner gesamt | Volkszugehörigkeit der Einwohner | Volkszugehörigkeit der Einwohner | Volkszugehörigkeit der Einwohner |
| Jahr         | Einwohner gesamt | Deutsche                         | Tschechen                        | Andere                           |
| ------------ | ---------------- | -------------------------------- | -------------------------------- | -------------------------------- |
| 1880         | 272              | 272                              | 0                                | 0                                |
| 1890         | 266              | 266                              | 0                                | 0                                |
| 1900         | 271              | 271                              | 0                                | 0                                |
| 1910         | 263              | 263                              | 0                                | 0                                |
| 1921         | 213              | 201                              | 8                                | 4                                |
| 1930         | 208              | 200                              | 5                                | 3                                |
| 1991         | 40               |                                  |                                  |                                  |
| 2001         | 28               |                                  |                                  |                                  |

## Sehenswürdigkeiten
- Kapelle St. Michael, (1852) Glocken aus den Jahren 1859 und 1808
- Schule: 1906 zweiklassig, davor einklassig

## Quelle
- Felix Bornemann: Kunst und Kunsthandwerk in Südmähren. Südmährischer Landschaftsrat, Geislingen/Steige 1990, ISBN 3-927498-13-0, S. 11.
- Bruno Kaukal: Die Wappen und Siegel der südmährischen Gemeinden. In den Heimatkreisen Neubistritz, Zlabings, Nikolsburg und Znaim. Südmährischer Landschaftsrat, Geislingen/Steige 1992, ISBN 3-927498-16-5, S. 74.
- Alfred Schickel, Gerald Frodl: Geschichte Südmährens. Band 3: Die Geschichte der deutschen Südmährer von 1945 bis zur Gegenwart. Südmährischer Landschaftsrat, Geislingen an der Steige 2001, ISBN 3-927498-27-0, S. 370 (Grambach).
- Gerald Frodl, Walfried Blaschka: Der Kreis Neubistritz (Südböhmen) und das Zlabingser Ländchen von A bis Z. Südmährischer Landschaftsrat, Geislingen/Steige 2008, S. 58.